# Lundby socken, Västergötland
För andra betydelser, se Lundby socken.
Lundby socken i Västergötland ingick i Östra Hisings härad, uppgick 1906 i Göteborgs stad och området är sedan 1971 en del av Göteborgs kommun, från 2016 inom distrikten Lundby, Biskopsgården och Brämaregården.
Socknens areal är 27,87 kvadratkilometer. År 1910 fanns här 14 071 invånare. En del av tätorten Göteborg (Lundby) samt sockenkyrkorna Lundby gamla kyrka och Lundby nya kyrka ligger i socknen.

## Administrativ historik
Lundby socken har medeltida ursprung. Socknen ingick före mitten av 1200-talet i Hisings skeppsreda i Älvsyssel, Norge. 
Vid kommunreformen 1862 övergick socknens ansvar för de kyrkliga frågorna till Lundby församling och för de borgerliga frågorna bildades Lundby landskommun. År 1867 köpte staden egendomen Sannegården i Lundby socken. Från 1870 räknades Ny-Elfsborgs straffängelse till Lundby socken. Enligt kungligt brev den 3 mars 1905 - och efter långa förhandlingar - inkorporerades landskommunen den 1 januari 1906 med Göteborgs stad, och den 30 januari 1920 beslöt magistraten i Göteborg att området skulle delas in i följande stadsdelar; Lundbyvassen, Lindholmen, Sannegården, Färjestaden, Rödjan, Bräcke, Kyrkbyn, Rambergsstaden, Brämaregården, Kvillebäcken, Tolered och Biskopsgården. Lundby västra delen omfattades ej. Hela arealen uppgick 1920 till drygt 139 000 kvadratmeter. Landskommunen ombildades 1971 till Göteborgs kommun. En del av området är numera stadsdelsnämndsområde Lundby. Ur församlingen utbröts 1961 Brämaregårdens församling och Biskopsgårdens församling som sedan återuppgick 2010, samtidigt som en del av församlingen överfördes till den då nybildade Torslanda-Björlanda församling. 1967 överfördes Älvsborgsön till den då bildade Älvsborgs församling.
1 januari 2016 inrättades distriktet Lundby, Biskopsgården och Brämaregården, med samma omfattning som motsvarande församlingar hade 1999/2000 och fick 1961, och vari detta sockenområde ingår.
Socknen har tillhört län, fögderier, tingslag och domsagor enligt vad som beskrivs i artikeln Östra Hisings härad. De indelta båtsmännen tillhörde 2:a Bohusläns båtsmanskompani.

## Geografi

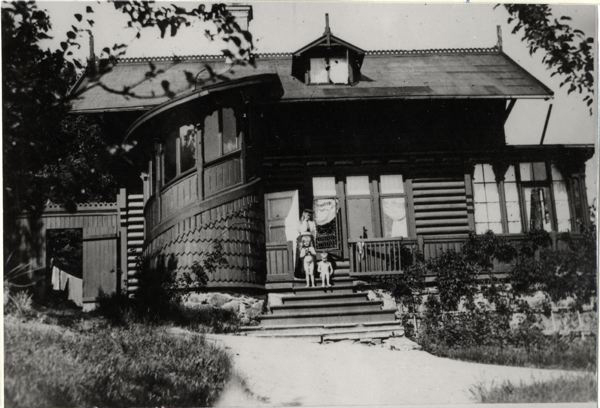
Bjurslätts gård omkring år 1900, S.A. Hedlunds sommarnöje.

Lundby socken ligger nordväst om Göteborg på Hisingen.
Rya skog är ett kommunalt naturreservat.
En omtalad gård i Lundby var Bjurslätts gård (Stora Bjurslätt) som innehades av Sven Adolf Hedlund, Göteborgs Handels- och Sjöfartstidnings legendariske chefredaktör. På en bergvägg vid Slätta damm har Henrik Ibsen, Viktor Rydberg, Fredrika Bremer, Adolf Erik Nordenskiöld, Salomon August Andrée och andra av hans berömda gäster ristat in sina namn. Putsegården i Lundby kyrkby är en av få kvarvarande mangårdsbyggnader.
Vid Kvillebäcken fanns ett gästgiveri. 1846-1868 var Arendals gård gästgiveri.

### Sätesgårdar

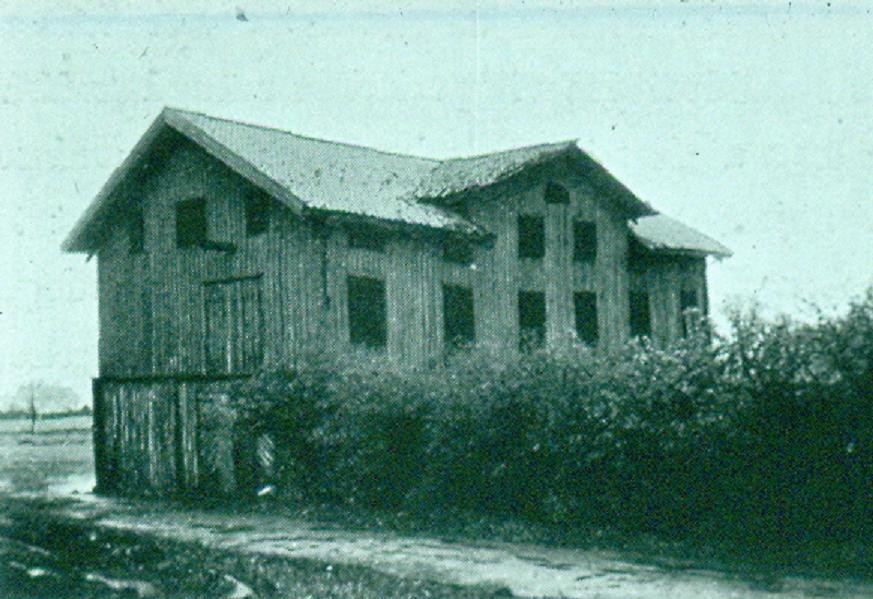
Lindholmens säteri strax före rivningen.

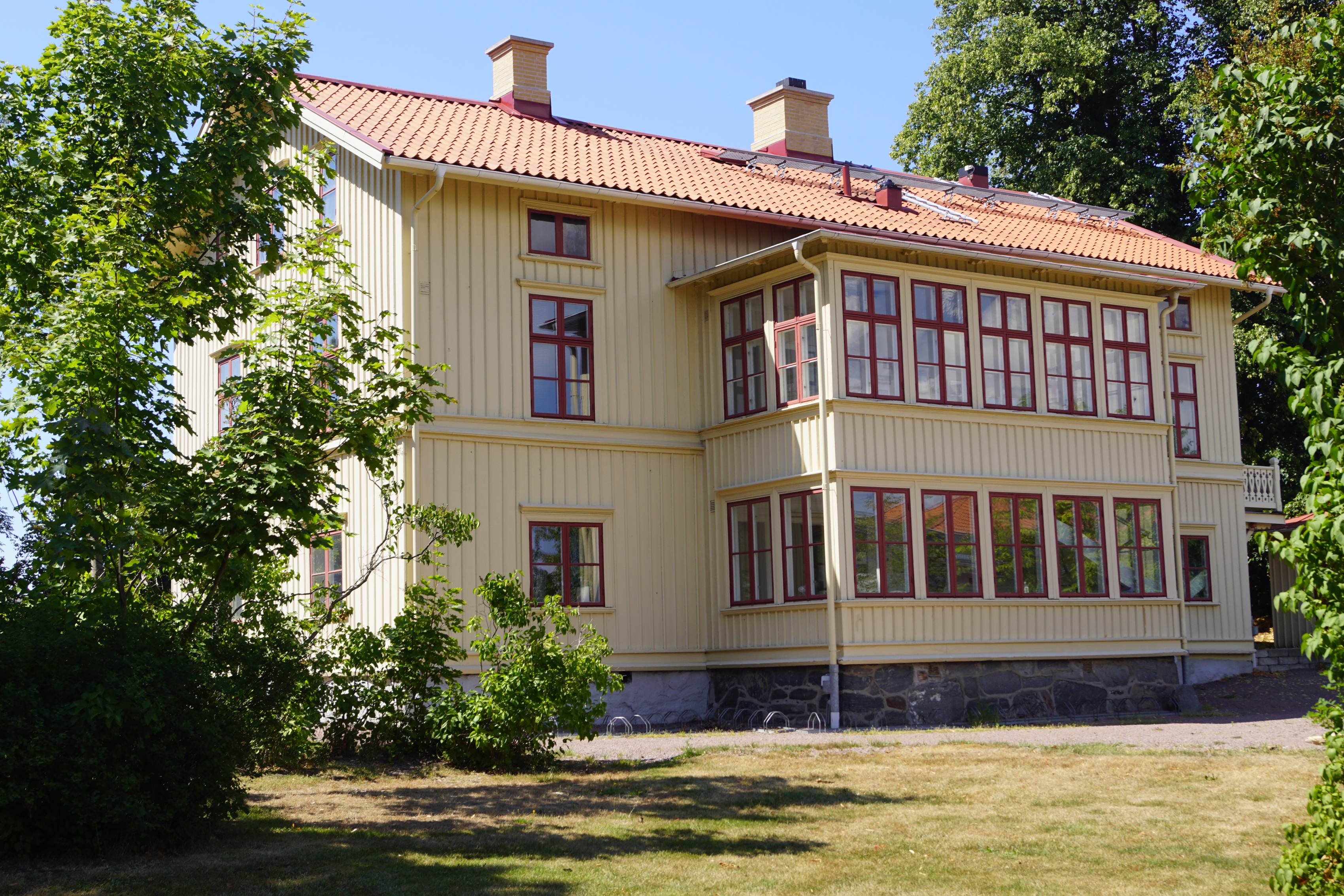
Lindholmens herrgård, numera del av Herrgårdsskolan.

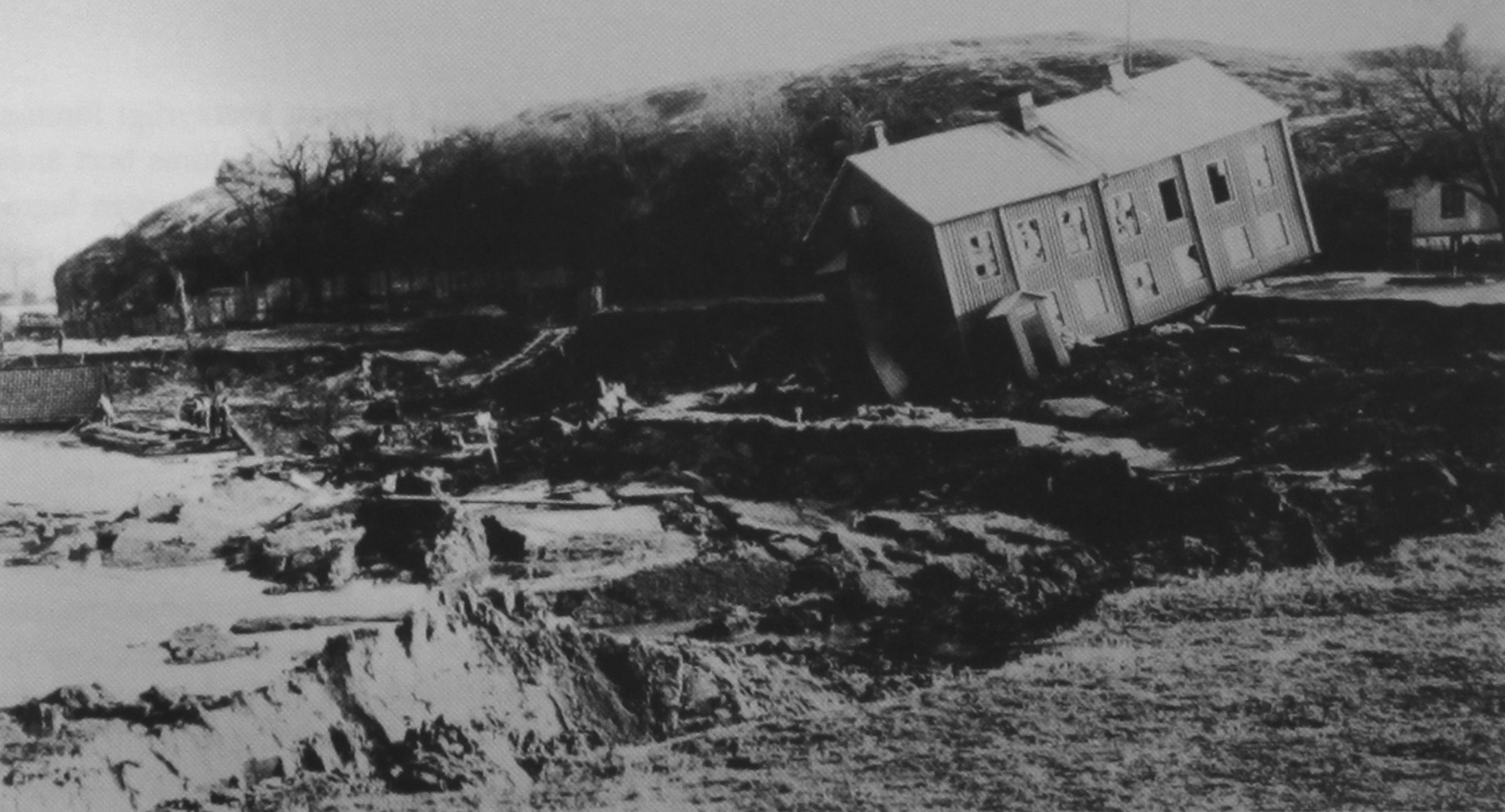
Sannegårdens säteri efter raset 7 april 1911.

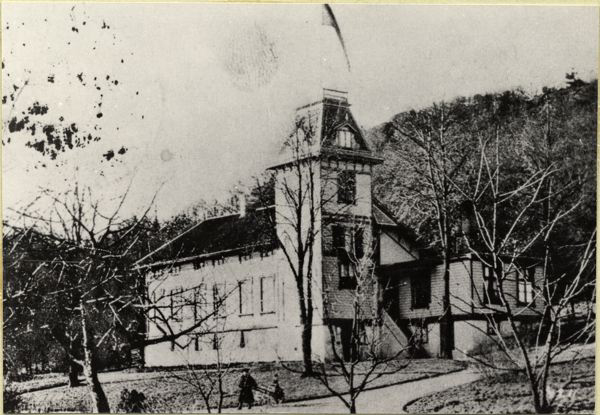
Gillbladska landeriet 1904 nedanför Ramberget.

På 1200-talet anlades Lindholmens borg (tidigast omnämnd 1253) på Slottsberget i det som nu är stadsdelen Lindholmen.
1607 förlänades Lindholmens säteri till holländaren Cornelius Corneliusson som ansvarade för uppbyggnaden av den nya staden Karl IX:s Göteborg. I början av 1700-talet var säteriet residens åt landshövding David Makeléer. 1844 grundades Lindholmens varv av bland andra Theodor Wilhelm Tranchell (1815-1889) efter att denne förvärvat 1/32 av säteriet. Resten av säteriet köptes samtidigt av Göteborgs stad. Säteriets mangårdsbyggnad som låg vid nuvarande Plejadgatan revs omkring 1920.
Efter laga skifte 1847 uppfördes omkring 1850 den närbelägna Lindholmens herrgård som fortfarande är belägen i Herrgårdsparken invid nuvarande Ceresgatan.
I Brämaregården fanns Gillbladska landeriet som inte var ett landeri då det inte låg på stadens donationsjord.
Sannegårdens säteri längre västerut omnämns redan i Erikskrönikan från 1300-talet, då under namnet Sanda. 1410 förlänade drottning Margareta kungsgården till Svante Jennis, hövitsman på Akershus fästning. 1551 förlänades gården till Gustaf Stenbock, ståthållare över Västergötland och far till Katarina Stenbock, Gustav Vasas tredje hustru och Sveriges drottning. 1610 förlänades gården till Cornelius Corneliusson som redan innehade Lindholmens säteri. Efter att ha blivit sålt som skattejord blev gården 1647 frälse och som en följd av det säteri. Detta indrogs till kronan i Karl XI:s reduktion 1690 och anslogs som löneboställe till kommendanten på Nya Älvsborg. 1721 blev gården åter frälse och var bostad åt biskoparna i Göteborgs stift till 1780. Till 1834 disponerades gården av arvingarna till Erik Lamberg, den siste biskopen som bodde på gården. 1822 blev Sannegården kronosäteri som från 1864 arrenderades av Göteborgs stad innan staden köpte egendomen 1868. Säteriets mangårdsbyggnad förstördes i ett ras 7 april 1911.

## Befolkningsutveckling
Befolkningen ökade från 939 1810 till 1 247 1820 varefter den sjönk till 966 redan 1830. Därefter ökade den till 9 730 år 1900 innan socknen införlivades i Göteborgs stad 1906.

## Namnet
Namnet skrevs 1417 Lundby och kommer från kyrkbyn. Namnet innehåller lund, 'skogsdunge' och by, 'gård; by'.